# ハンカチノキ

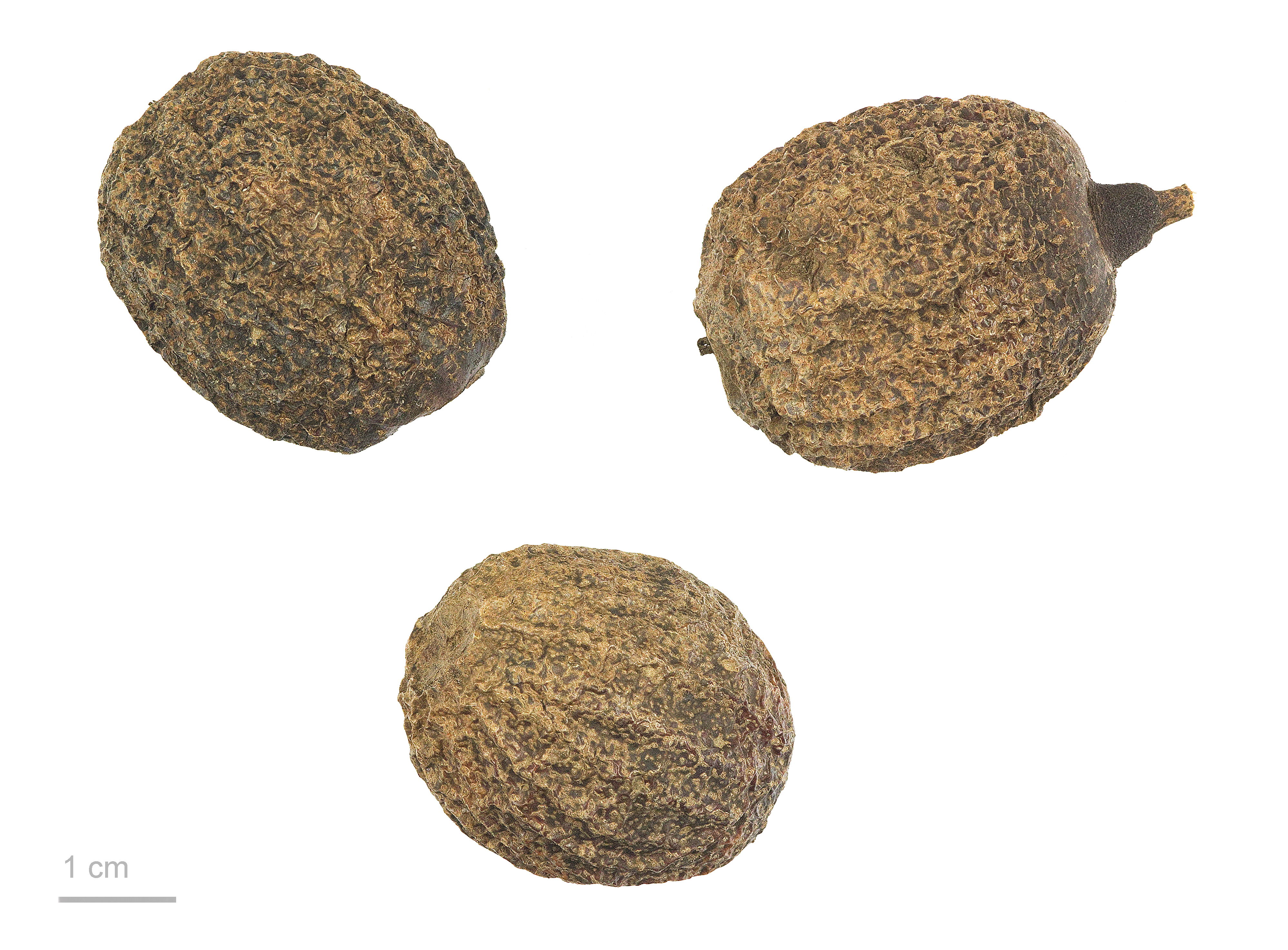
Davidia involucrata

ハンカチノキ（学名：Davidia involucrata）はミズキ科（分類体系よって異なる。下記参照）の落葉高木。中国原産で四川省・貴州省・湖北省西部・雲南省北部の1500m-2200mに分布している。中国では「珙桐」（大きな桐の木）や「鴿子樹」（鳩の木）と呼ばれ、国家一級保護植物に指定されている。属名のダビディア (Davidia) で呼ばれることも多い。
花についた白い大きな2枚の苞葉が垂れ下がりよく目立つため、日本では「ハンカチの木」や「幽霊の木」などと呼ばれる。英語では"Handkerchief tree"、"Ghost tree"、"Dove tree"（鳩の木）、"Pocket handkerchief tree（ポケットハンカチツリー）"などという。

## 特徴
葉は互生、楕円形または卵形、長い葉柄を持つ（葉身の1/3から等長ぐらい）。先端は尾状に伸び、葉脚は心臓形に凹む。縁には鋸歯がある。表面は光沢を持たない、葉柄と裏側の葉脈に柔らかい毛が生えている（時間につれて少なくなる）。裏側は少し灰白色っぽい。ほとんど匂いはしないが、潰すと、普通の草の匂いがする。味は草の味と少しの苦味がする。
花はハナミズキのような頭状花序になり、2枚の苞葉（ハナミズキの場合は4枚）に囲まれる。果実は堅果で複合果となる。
春に花を咲かせ、秋に実をつける。

## 分類
新エングラー体系では1属1種のハンカチノキ科（ダビディア科：Davidiaceae）としていた。クロンキスト体系ではミズキ科に入れていた。新しいAPG植物分類体系では当初ヌマミズキ科に入れていたが、APG III（2009年版）以降はヌマミズキ科をミズキ科に含めている。
フランス出身の神父･生物学者であるアルマン・ダヴィッド (Armand David) が1869年に四川省の穆坪（現在の宝興）で発見し、初めて報告したため、彼の名にちなんで属名はダビディア(Davidia)と命名された。

## 関連文化
「第3紀の植物」、「生きた化石」ともいわれ、20世紀初めには、多くのプラントハンターがこの木を求めて辺境まで採取に行った。イギリス人のオーガスティン・ヘンリーやアーネスト・ヘンリー・ウィルソンの持ち帰った種子は、アメリカやイギリスで栽植され、現在では多くの国で栽培されている。
東京都文京区には小石川植物園 、礫川公園、寂円寺にハンカチノキがある。礫川公園のものは小石川植物園の技官山中寅文から、作家幸田文に贈られた木を、彼女の死後に娘の青木玉が公園に寄贈したもの。
東京都練馬区には「土支田ハンカチの木緑地」があり、緑地中央にハンカチノキが植えられている。
西東京市のマスコットキャラクター「いこいーな」は「西東京いこいの森公園」をモチーフにしており、園内にある「ハンカチの木」の花を帽子につけている。
福島県では、1993年に完成した郡山市のフロンティア通りの街路樹としてケヤキ、ヤマボウシ、ハンカチノキが植栽された。2025年4月には、福島市庭坂の福島植物園で、苗木を植えてから30年で初めて花を咲かせた。
宮城県では、東北学院大学各キャンパス内に植樹されている。